# Viby Sogn (Kerteminde Kommune)
 For alternative betydninger, se Viby Sogn. (Se også artikler, som begynder med Viby Sogn)
Viby Sogn er et sogn i Kerteminde-Nyborg Provsti (Fyens Stift).
I 1800-tallet var Viby Sogn et selvstændigt pastorat. Det hørte til Bjerge Herred i Odense Amt. Viby sognekommune blev ved kommunalreformen i 1970 indlemmet i Kerteminde Kommune.
I Viby Sogn ligger Viby Kirke.
I sognet findes følgende autoriserede stednavne:
- Blæsenborg (bebyggelse)
- Broløkke (bebyggelse, ejerlav, landbrugsejendom)
- Bøgebjerg (bebyggelse, ejerlav)
- Bøgebjerg Strand (bebyggelse)
- Digerbanke (areal)
- Enebjerg (bebyggelse)
- Hverringe (ejerlav, landbrugsejendom)
- Hverringe Mølleskov (bebyggelse)
- Kikkenborg (bebyggelse)
- Løkkegårdshuse (bebyggelse)
- Majemose (bebyggelse)
- Mamrelund (bebyggelse)
- Mølleskov (areal)
- Måle (bebyggelse, ejerlav)
- Nordstranden (bebyggelse)
- Romsø (areal, bebyggelse, ejerlav)
- Stavre (bebyggelse)
- Stavreshoved (areal)
- Viby (bebyggelse, ejerlav)